# 아마데오 1세
아마데오 1세(Amadeo I, 1845년 5월 30일 ~ 1890년 1월 18일)는 스페인의 국왕이다. 본명은 아메데오 페르디난도 마리아 디 사보이아(Amedeo Ferdinando Maria di Savoia). 이탈리아 국왕 비토리오 에마누엘레 2세의 차남이다. 그의 생애는 아오스타 공작으로 알려져 있다.

## 생애
이사벨 2세가 퇴위한 뒤, 스페인의 정권을 잡은 후안 프림은 아오스타 공작이던 아메데오를 새로운 왕 아마데오 1세로 즉위시켰다. 하지만 당시 스페인은 정치적으로 혼란스러운 시기였고, 아마데오 1세를 옹립한 프림은 암살되었다. 1871년 1월 2일 마드리드에 입성했으나 공화주의자들의 퇴위 요구가 거세져 1873년 2월 11일 아마데오 1세는 즉위 3년 만에 자진해서 왕위에서 물러났다. 그의 퇴위로 스페인은 공화정부가 수립되었으나 이후 이사벨 2세의 아들 알폰소 12세로 즉위했다.

## 자녀
아마데오 1세는 첫 번째 부인 마리아 비토리아와 1867년 5월 30일 결혼해 세 명의 아들을 두었다.
- 에마누엘레 필리베르토 디 사보이아아오스타 공작(1869 ~ 1931)
- 비토리오 에마누엘레 디 토리노 백작(1870 ~ 1946)
- 루이지 아메데오 디 아브루지 공작(1873 ~ 1933)

마리아 비토리아와 사별 후, 마리아 레티시아 보나파르트와 1888년 9월 11일 재혼해 아들 하나를 두었다.
- 움베르토(1889 ~ 1918)

## 임시 링크
| 전임 이사벨 2세 | 스페인의 국왕 1870년 11월 16일 - 1873년2월 11일 | 후임 알폰소 12세 |

| 전임 (비토리오 에마누엘레 1세) | 아오스타 공작 1845년 - 1890년 | 후임 에마누엘레 필리베르토 |